# انسیل
اینسیل (به فرانسوی: Aincille) یک کمون در فرانسه است که در Canton of Saint-Jean-Pied-de-Port واقع شده‌است.

## خصوصیات
اینسیل ۶٫۲۶ کیلومترمربع مساحت و ۱۳۵ نفر جمعیت دارد و ۲۴۰ متر بالاتر از سطح دریا واقع شده‌است.